# ITA Airways
Italia Trasporto Aereo S.p.A. (também conhecida como ITA Airways) é uma companhia aérea estatal da Itália, fundada em 11 de novembro de 2020. A companhia aérea é propriedade integral do Governo da Itália por meio de seu Ministério da Economia e das Finanças. A companhia aérea assumiu muitos dos ativos da antiga companhia aérea de bandeira italiana, a Alitalia e iniciou suas atividades em 15 de outubro de 2021.

## História

### Formação
A companhia aérea italiana Alitalia entrou em operação em 1946. Foi assumida pelo Governo italiano em 1957 por um curto período de tempo antes de retornar como uma empresa privada, e depois reorganizada em 2009 e 2015. A companhia aérea havia se fundido com uma companhia aérea italiana falida chamada Air One, o que levou à reorganização de 2009. A Alitalia recebeu investimentos da Air France-KLM Group e posteriormente da Etihad Airways. Com várias tentativas fracassadas de tornar a companhia aérea lucrativa, ela foi colocada sob administração extraordinária em 2017, poucos dias depois que a Etihad Airways encerrou seu apoio à Alitalia. Em 17 de maio de 2017, após o governo ter descartado a nacionalização da companhia aérea, ela foi oficialmente colocada à venda para leilão.
Após várias negociações fracassadas com a Delta Air Lines, EasyJet, a empresa ferroviária italiana Ferrovie dello Stato Italiane e a China Eastern Airlines, o governo italiano assumiu a propriedade da companhia aérea. A aquisição do governo foi em parte devido à crença de que a companhia aérea não seria capaz de sobreviver ao impacto da pandemia COVID-19 por conta própria.
Em 10 de outubro de 2020, o governo italiano assinou um decreto para permitir que a companhia aérea se reorganizasse como Italia Trasporto Aereo S.p.A.

### Década de 2020

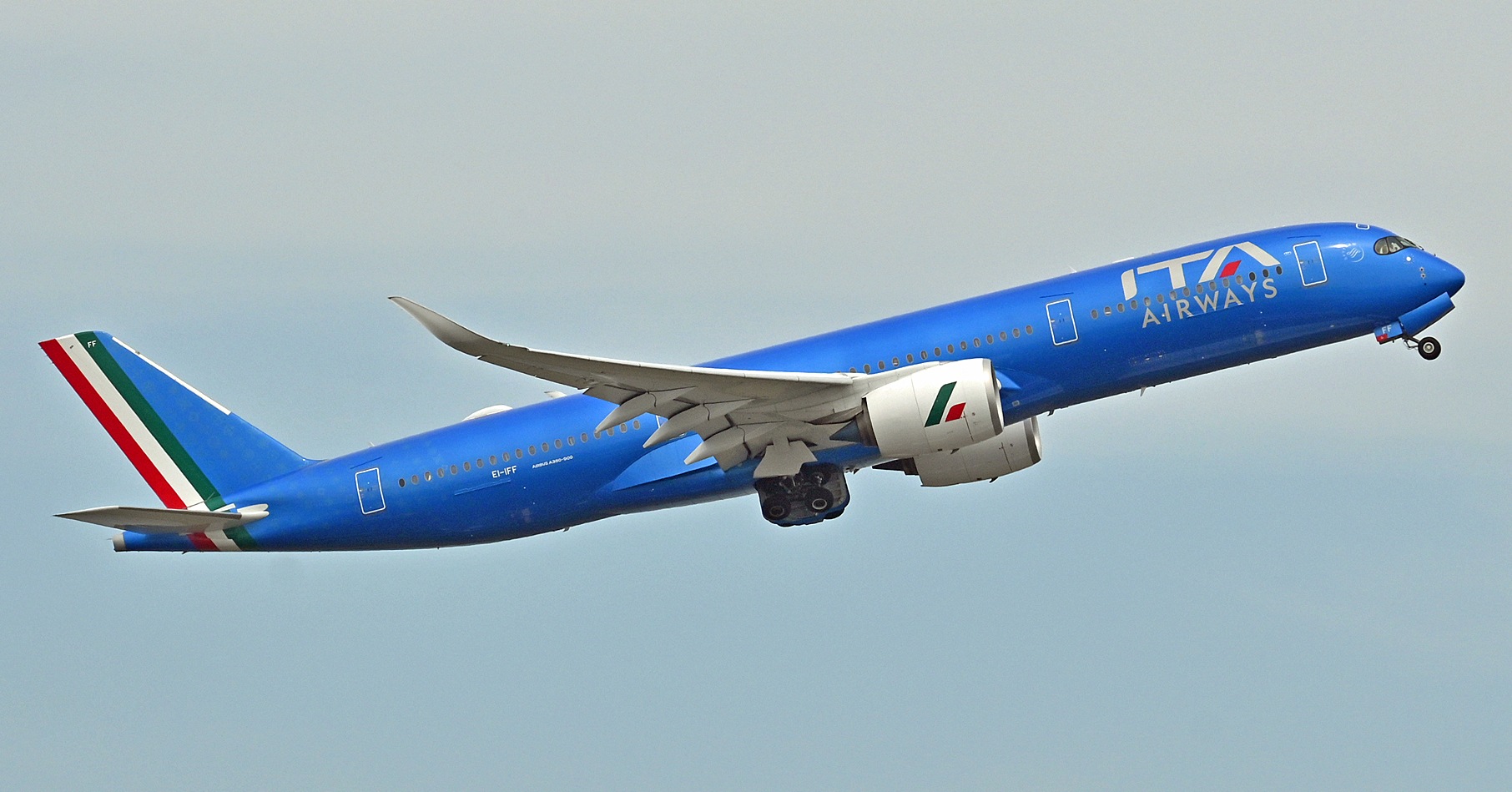
Um Airbus A350-900 da ITA Airways

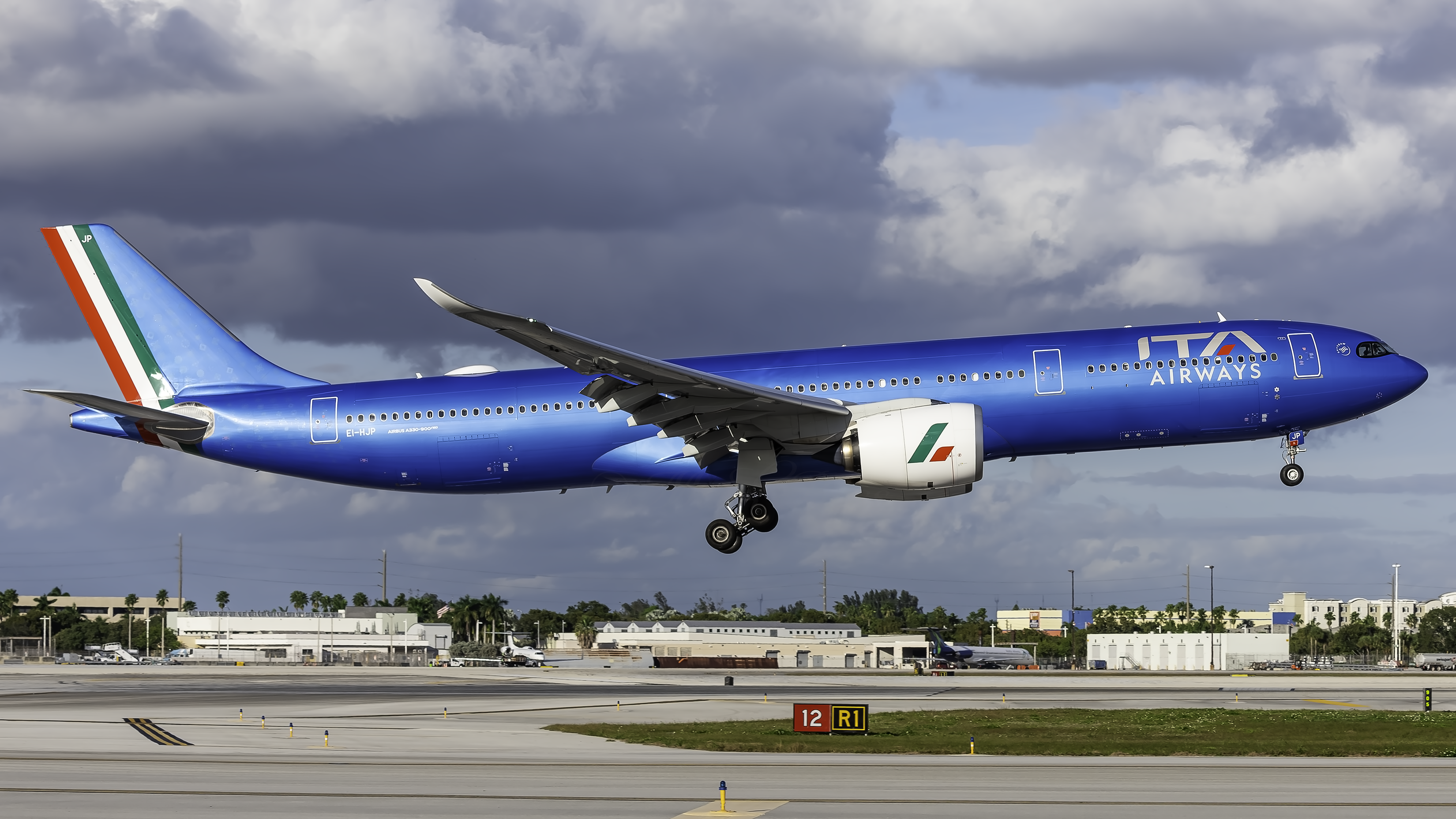
Um Airbus A330-900 da ITA Airways

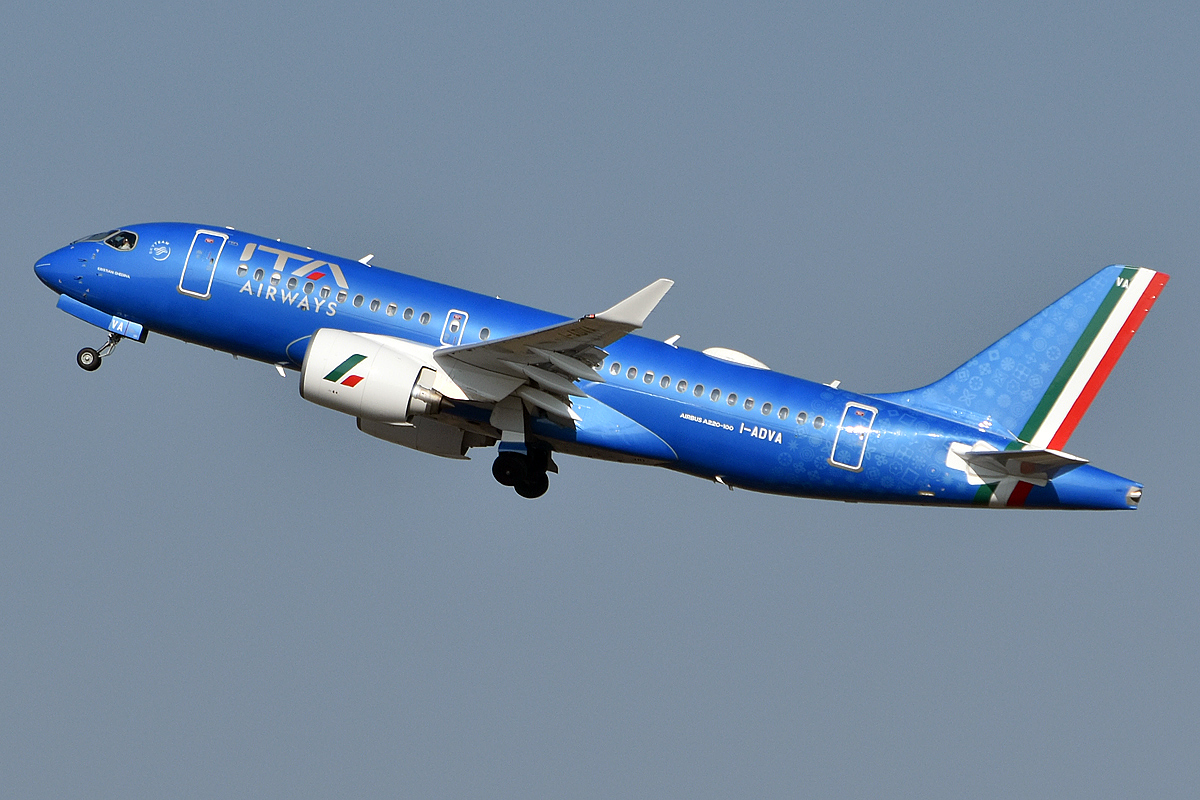
Um Airbus A220-100 da ITA Airways

Em 28 de outubro de 2020, foi divulgado que a ITA deveria comprar vários ativos da Alitalia - Società Aerea Italiana Sp A., incluindo a marca e os códigos de voo da Alitalia e Alitalia CityLiner, o código de bilhete IATA (055), o programa de passageiro frequente MilleMiglia e slots de aeroporto em London Heathrow (68 slots semanais no verão e 65 no inverno). Esperava-se que a transação custasse € 220 milhões.
No entanto, em 8 de janeiro de 2021, a Comissão Europeia enviou uma carta ao Representante Permanente da Itália na União Europeia para lançar uma “licitação aberta, transparente, não discriminatória e incondicional” para se livrar dos ativos da Alitalia. A carta é composta por 62 pedidos de esclarecimento, rejeitando a ideia de que a antiga operadora poderia vender seus pertences para a nova empresa em negociação privada. A carta afirmava que o ITA não deveria reter a marca Alitalia, já que a marca é um indicador emblemático de continuidade. A Comissão Europeia sugeriu que os negócios combinados de aviação, assistência em terra e manutenção deveriam ser vendidos separadamente a um terceiro. Também sugeriu que os slots deveriam ser vendidos, e o programa MilleMiglia em sua totalidade não poderia ser transferido para a nova entidade corporativa.
Em 26 de agosto de 2021, a ITA abriu oficialmente a venda de ingressos em seu site recém-lançado.
Em 27 de agosto de 2021, a ITA solicitou uma isenção e uma licença de transportadora aérea estrangeira com o Departamento de Transporte dos Estados Unidos. O documento menciona a intenção de começar a voar para Nova York, Boston e Miami em 2021, Los Angeles e Washington, DC em 2022 e Chicago e San Francisco em 2023. O mesmo documento afirmou a intenção da ITA de, antes do início das suas operações de voo, adquirir determinados ativos da Alitalia - Società Aerea Italiana Sp A., e participar de uma licitação para aquisição da marca “Alitalia” - intenções que se concretizaram. Mesmo não tendo relação econômica e legal com sua antecessora, a ITA manterá a letra A estilizada que simbolizava a antiga companhia aérea.
O primeiro voo da ITA partiu de Milão-Linate, em 15 de outubro de 2021, às 6h30 do horário local, com 60 passageiros, pousando no aeroporto de Bari-Palese às 7h35, cerca de 7h depois do último pouso da Alitalia.

## Assuntos Corporativos

### Propriedade e escritório corporativo
A companhia aérea é propriedade integral do Governo italiano por meio do Ministério da Economia e Finanças. Como o ITA é propriedade do Governo italiano, seus escritórios corporativos estão localizados no Ministério da Economia e Finanças.
A liderança da companhia aérea é a seguinte:
- Alfredo Altavilla (Presidente)
- Fabio Lazzerini (CEO)

Em 29 de outubro de 2021, a ITA entrou na aliança de empresas aéreas Sky Team
Entretanto, a mesma saiu da aliança em 3 de fevereiro de 2025 após iniciar tratativas sobre a possibilidade de fusão com a Lufthansa além de poder entrar na Star Alliance, pela qual a empresa aérea alemã é filiada. Semanas antes, a ITA teve 41% de suas ações compradas pelo Grupo Lufthansa.

## Destinos
A ITA planeja servir 45 destinos (incluindo 21 na Itália) com 61 rotas, crescendo para 74 destinos e 89 rotas até 2025.

## Frota
Desde, a Italia Trasporto Aereo opera as seguintes aeronaves: 

### Desenvolvimento de Frota
A ITA planeja operar uma frota de 7 aeronaves wide-body e 45 narrow-body no início das operações. Prevê-se que a frota será expandida para 78 aeronaves até 2022. Conforme planejado, a companhia aérea indica que operaria 10 aeronaves regionais (possivelmente o Airbus A220), e 55 aeronaves de curto curso, possivelmente o Airbus A320neo e o Airbus A321neo, e 13 novos jatos para conexões de longo curso, sendo o Airbus A330neo e o Airbus A350. Se a consistência for mantida com até 100 jatos dentro da frota entre 2024 e 2025, a possibilidade de novos Airbus A321XLRs seria uma possibilidade para rotas de corredor único mais longas com as rotas possivelmente sendo Dakar, Accra e Lagos na África e Jeddah, Riyadh e Kuwait City no Oriente Médio. A expansão da frota está planejada a partir de 2022.
Anunciada em 30 de setembro de 2021, a companhia aérea assinou um acordo com a Airbus com a encomenda de 10 Airbus A330neo, 11 Airbus A320neo e 7 Airbus A220. A companhia aérea também anunciou um acordo com a Air Lease Corporation e outras empresas de leasing de aeronaves para receber 56 aeronaves, incluindo o Airbus A220, Airbus A320neo, Airbus A321neo, Airbus A330neo e Airbus A350.
Em sua frota, somente de veículos Airbus, a ITA Airways devolveu ou pôs a venda todos os Boeing 777 que pertenciam a falida Alitalia.

## Programa de passageiro frequente
A ITA tem o seu próprio programa de passageiro frequente, o Volare. A Comissão Europeia proibiu a ITA de adquirir o programa de passageiro frequente da Alitalia, o MilleMiglia.

## Protestos pela Itália
Depois da falência da Alitalia, além da redução do quadro de funcionários e de salários, ex-funcionários da antiga companhia protestaram contra a ITA. Na imagem mais emblemática,  cerca de 50 ex-funcionárias ficaram somente de camisola branca e gritaram palavras de ordem contra a empresa.